# Assimilació cultural dels amerindis dels Estats Units
L'assimilació cultural dels amerindis dels Estats Units fou l'esforç d'assimilació cultural fet pels Estats Units de cara a transformar la cultura ameríndia en cultura europeo-americana entre els anys 1790 a 1920. George Washington i Henry Knox foren els primers a proposar, en un context americà, la transformació cultural dels nadius americans. Van formular una política destinada a encoratjar el procés de "civilització". Amb l'augment de les onades d'immigració d'Europa, hi havia un creixent suport públic a l'educació per fomentar un conjunt estàndard de valors i pràctiques culturals considerades comunes per la majoria dels ciutadans. L'educació es considera com el mètode principal en el procés d'aculturació de les minories.
Les políriques d'americanització eren basades en la idea que quan els indígenes aprenguessin els valors i costums dels Estats Units (d'Amèrica) serien capaços de fusionar les tradicions tribals amb la cultura americana i unir-se pacíficament a la societat majoritària. Després del final de les Guerres índies, a finals del segle xix i XX, el govern va declarar il·legal la pràctica de cerimònies religioses tradicional. Va establir escoles internats ameríndies, a les que els nens estaven obligats a assistir-hi. En aquestes escoles es van veure obligats a parlar anglès, estudiar les assignatures, assistir a l'església, i deixar enrere les tradicions tribals.
La Dawes Act de 1887, que assigna terres tribals als individus, va ser vist com una manera de crear granges individuals per als nadius americans. Les adjudicacions de terres es van fer a canvi que els nadius americans es convertissin en ciutadans dels Estats Units i renunciessin a algunes formes d'autogovern i a les institucions de la tribu. Va donar lloc a la transferència d'un total estimat de 93 milions d'acres (380.000 km²) del control amerindi. La majoria fou venuda a individus. La Llei de ciutadania ameríndia de 1924 també formava part de la política d'americanització.

## Europeus i nadius americans a Amèrica del Nord, 1601–1776

Est d'Amèrica del Nord; la "línia de Proclamació" de 1763 és la frontera entre les àrea rosada i vermella.

Els treballs en epidemiologia i arqueologia han establert els efectes de l'augment de la immigració de nens que acompanyaven les famílies a Amèrica del Nord en 1634-1640. Venien de les àrees on la verola era endèmica als Països Baixos, Anglaterra i França, i transmetien la malaltia a la població indígena. Tribus com els hurons/Wendat i altres al nord-est patiren particularment epidèmies després de 1634.
Durant aquest període els poders europeus lluitaven per aconseguir el control cultural i econòmic d'Amèrica del Nord, igual que estaven fent a Europa. Alhora, els pobles indígenes van competir pel domini en les àrees del comerç de pells i d'àrees de caça. Espanyols, francesos i anglesos tractar d'involucrar les tribus natives nord-americanes com a forces auxiliars en els seus exèrcits d'Amèrica del Nord, compostos majoritàriament de milícies colonials en les primeres batalles. En molts casos, els guerrers indígenes van constituir la gran majoria de les forces de combat, cosa que aprofundiria algunes de les seves rivalitats. Per assegurar-se l'ajuda de les tribus, els europeus van oferir béns i signar tractats. Els tractats generalment van prometre que el poder europeu honraria terres i la independència tradicionals de la tribu. A més, els pobles indígenes van formar aliances per les seves pròpies raons, cercant mantenir aliats en el comerç de pells i armes, posicionant aliats europeus contra llurs enemics tradicionals entre altres tribus, etc. Moltes tribus natives americanes van prendre part en la Guerra del rei Guillem (1689–1697), la Guerra de la reina Anna (1702–1713) (Guerra de Successió Espanyola), Guerra de Dummer (c. 1721–1725), i la Guerra Franco-Índia (1754–1763) (Guerra dels Set Anys).
Com a potència dominant després de la Guerra dels Set Anys, Gran Bretanya va instituir la Proclamació Reial de 1763 per intentar protegir el territori dels pobles indígenes contra la invasió colonial de l'est de les muntanyes Apalatxes. El document defineix un límit per separar el territori natiu americà del de la comunitat europea. En part, això justificava la presa de control total per part dels anglesos de les terres al costat europeu, però l'anunci no va impedir efectivament que de manera individual colons ètnics europeus seguissin migrant cap a l'oest. Els britànics no tenien prou forces per patrullar la frontera i mantenir allunyats als colons. Els europeus i els governs europees van continuar usant la força militar, diplomàtica i econòmica per assegurar el control de més territoris dels nadius americans. Per a més informació, vegeu colonització europea d'Amèrica.
Des del punt de vista dels natius americans, el control europeu d'una àrea generalment significava un canvi radical en la seva forma de vida, amb la lliure circulació a través de territoris de caça escurçats o objectats pels europeus que tenien diferents concepcions de la propietat i els usos de la terra.

## Els Estats Units i els natius americans, 1776-1860

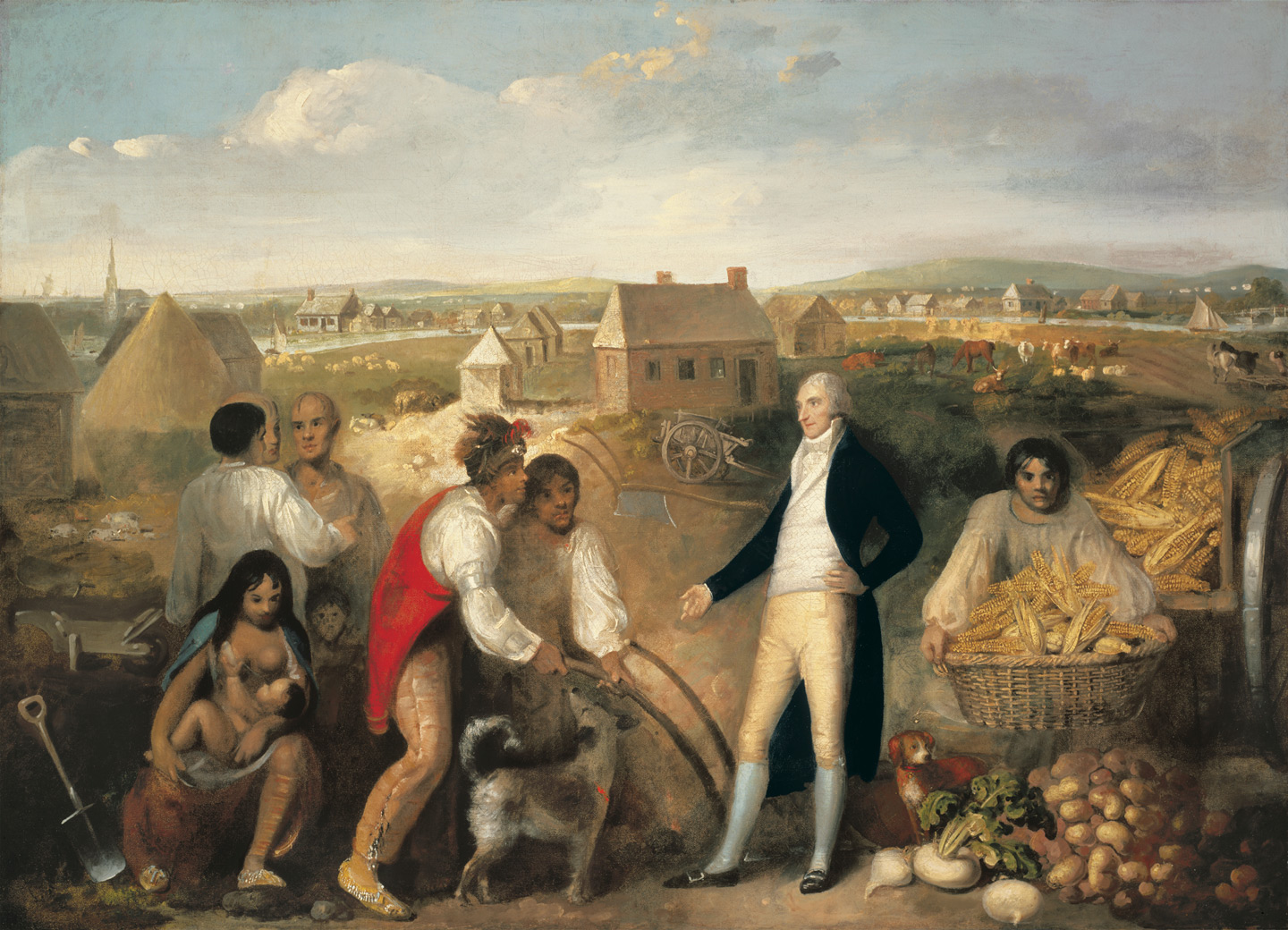
L'agent indi Benjamin Hawkins demonstrant mètodes europeus d'agricultura als creek (Muscogee) a la seva plantació georgiana situada al llarg del riu Flint, 1805

La lluita per l'imperi a Amèrica del Nord va fer que en els seus primers anys s'adoptés una política índia similar a la ideada per Gran Bretanya en l'època colonial. Es va adonar que les bones relacions amb les tribus limítrofes eren importants per raons polítiques i comercials, però igual que els britànics, es van reservar el dret d'abandonar aquestes bones relacions per absorbir la terra dels seus enemics i aliats per igual quan la frontera agrícola es va mudar a l'oest. Els Estats Units van continuar l'ús dels nadius americans com a aliats, fins i tot durant la Guerra de la Independència dels Estats Units i la Guerra de 1812. Com que les relacions amb Anglaterra i Espanya es van normalitzar durant el segle xix, la necessitat d'aquestes relacions d'amistat es va acabar. Ja no calia "festejar" les tribus per evitar que els altres poders les usessin contra els Estats Units. Ara, en lloc d'un amortidor enfront d'altres enemics "civilitzats", les tribus es van convertir sovint en un obstacle a l'expansió dels Estats Units.
George Washington formulà una política d'encoratjar el procés de "civilització". Va elaborar un plan de sis punts per a la civilització que incloïa,
1. Justícia imparcial cap als nadius americans
2. Compra regulada de terres dels amerindis
3. promoció del comerç
4. promoció d'experiments per civilitzar o millorar la societat nativa americana
5. Autoritat presidencial per fer regals
6. Castigar aquells que violin els drets dels indígenes americans.[6]

L'historiador Robert Remini va escriure que "una vegada que els indis van adoptar la pràctica de la propietat privada, les cases construïdes, l'agricultura, educaven als seus fills, i abraçaren el cristianisme, aquests nadius americans guanyarien l'acceptació dels americans blancs." Els Estats Units nomenaren agents com Benjamin Hawkins, qui va viure entre els nadius americans i els va ensenyar com viure com els blancs.
| «                                        | Què diferent seria la sensació d'una ment filosòfica per reflectir que, en comptes d'exterminar una part de la raça humana pels nostres modes de població que havíem perseverat a través de totes les dificultats i que per fi havia impartit el nostre coneixement del cultiu i de les arts, als aborígens del país pel qual s'havia conservat i ampliat la font de la vida i la felicitat futura. Però, ha estat concebut per ser impracticable per civilitzar als indis d'Amèrica del Nord - Aquesta opinió és probablement més convenient que justa. | » |
| — -Henry Knox a George Washington, 1790. | |   |

### Deportació índia
La Indian Removal Act de 1830 va caracteritzar la política del govern dels Estats Units de deportació índia, que advoca per la reubicació de les tribus indígenes que vivien a l'est del riu Mississipi a les terres a l'oest del riu. Tot i que no va autoritzar el desallotjament forçós de les tribus indígenes, va autoritzar al President a negociar tractats d'intercanvi de terres amb les tribus situades en terres dels Estats Units. La Llei de 1834 prohibeix als ciutadans dels Estats Units d'entrar a les terres tribals atorgades per aquests tractats sense permís, tot i que sovint s'ignorava.
El 27 de setembre de 1830 els choctaws van signar el tractat de Dancing Rabbit Creek i fou la primera tribu de nadius americans que fou traslladada de forma voluntària. L'acord representa una de les majors transferències de terra que va ser signat entre el Govern dels Estats Units i els nadius americans sense ser instigat per la guerra. Pel tractat els choctaw signaren marxar lluny de les seves terres tradicionals, obrint-los a la colonització estatunidenca en territori de Mississipi.
Si bé la Llei de Remoció dels Indis va promoure la reubicació voluntària de les tribus, sovint fou abusada pels funcionaris del govern. L'exemple més conegut és el tractat de New Echota. Va ser negociat i signat per una petita fracció de membres de la tribu Cherokee, no pels dirigents tribals, el 29 de desembre de 1835. Mentre que els líders tribals es van oposar a Washington, DC i el tractat va ser revisat en 1836, l'estat de Geòrgia va procedir a actuar contra la tribu cherokee. La tribu es va veure obligada a traslladar-se en 1838. S'estima que uns 4.000 cherokees van morir en la marxa, coneguda actualment com a camí de les Llàgrimes.

### Oficina d'Afers Indis
L'Oficina d'Afers Indis (Bureau of Indian Affairs des de 1947) fou establida l'11 de març de 1824 com una oficina del Departament de Guerra dels Estats Units, una indicació de l'estat de les relacions amb els indis. Esdevingué responsable de la negociació dels tractats i del compliment de les condicions, almenys per als nadius americans. El 1849 l'oficina va ser traslladada a la Departament de l'Interior dels Estats Units i moltes de les seves responsabilitats estaven relacionats amb la tinença i disposició de grans propietats de terra.
En 1854 el comissionat George W. Manypenny va demanar un nou codi de reglaments. Va assenyalar que no hi havia lloc a l'Oest, on els indis podien ser col·locats amb l'esperança raonable que poguessin escapar dels abusos dels colons blancs. També va advocar per la revisió de la Intercourse Law de 1834, ja que les seves disposicions s'havien dirigit als intrusos individuals en territori indi en comptes de les expedicions organitzades.
En 1858 el comissionat successor, Charles Mix, va assenyalar que el trasllat repetit de tribus els havia impedit adquirir gust per la civilització. En 1862 el Secretari de l'Interior Caleb B. Smith qüestionat la política de tractar les tribus com a nacions quasi-independents. Davant les dificultats del govern que considerava bons esforços per donar suport a un estatut separat per als nadius americans, en comptes d'això els funcionaris designats començaren a considerar una política d'americanització al seu lloc.

## Americanització i assimilació (1857–1920)

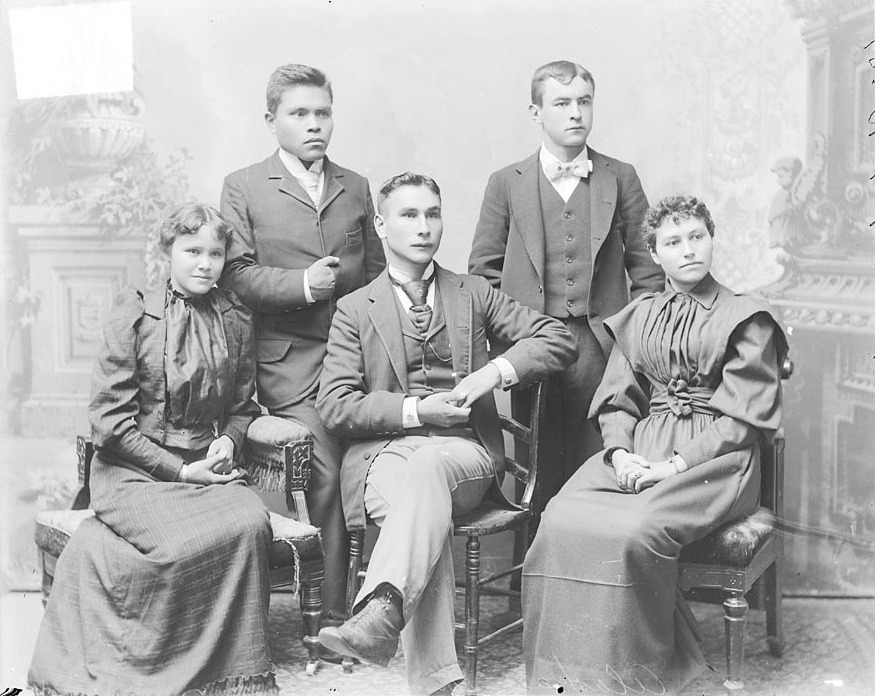
Retrat de Marsdin, home no nadiu, i un grup d'estudiants de la regió d'Alaska.

El moviment de reforma de l'administració índia i assimilació dels indígenes com a ciutadans originà en les súpliques de la gent que va viure en estreta associació amb els nadius i van quedar impactats per la gestió fraudulenta i indiferent dels seus assumptes. Es deien a si mateixos "amics dels indis" i van pressionar als funcionaris en nom seu. A poc a poc la crida per al canvi va ser considerada pels reformistes de l'Est. Normalment els reformadors eren de denominacions protestants ben organitzades que es consideraven l'assimilació necessària per a la cristianització dels indis; els catòlics també estaven involucrats. El segle xix va ser una època de grans esforços en les expedicions missioneres d'evangelització a tots els no cristianes. En 1865 el govern va començar a fer contractes amb diverses societats missioneres per obrir escoles índies per a ensenyar ciutadania, anglès i arts agrícoles i mecàniques.

### "Política de pau" de Grant
En el seu discurs de l'Estat de la Nació el 4 de desembre de 1871, Ulysses Grant afirmà que "la política duta a terme amb els indígenes ha resultat favorable ... moltes tribus d'indis han estat induïdes a establir-se a les reserves, a conrear la terra, a dur a terme treball productiu de diversos tipus, i acceptar parcialment la civilització. Estan sent atesos d'aquesta manera, és d'esperar, per tal d'induir als que encara segueixen els seus vells hàbits de vida a abraçar l'única oportunitat que els queda per evitar l'extermini". L'èmfasi es va fer usant treballadors civils (no soldats) per fer front a la vida a la reserva, especialment d'organitzacions protestants i catòliques. Els quàquers havien promogut la política de pau amb l'esperança que l'aplicació dels principis cristians als assumptes indígenes eliminaria la corrupció i l'assimilació ràpida. La majoria dels indis es van unir a les esglésies, però hi sorgiren problemes inesperats com la rivalitat entre protestants i catòlics pel control de reserves específiques per tal de maximitzar el nombre d'ànimes convertides.
Els quàquers eren motivats per alts ideals, van treure importància al paper de la conversió i treballaven bé amb els indis. Havien estat molt organitzats i motivats per la croada contra l'esclavitud, i després de la Guerra Civil ampliaren les seves energies per incloure tant els ex esclaus com les tribus occidentals. Eren l'oïde de Grant i es van convertir en els principals instruments per a la seva política de pau. Durant 1869-1885 van servir com a agents designats en nombroses reserves i superintendències en una missió centrada en l'elevació moral i la formació manual. El seu objectiu final d'aculturació dels indis a la cultura americana no es va aconseguir a causa de l'escassetat de terra fronterera i de la política de mecenatge del Congrés.
Moltes altres denominacions es van oferir com a voluntaris per ajudar. El 1871 John H. Stout, patrocinat per l'Església Reformada Holandesa, va ser enviat a la reserva Pima d'Arizona per implementar la política. No obstant això el Congrés, l'església, i les caritats privades gastaven menys diners del que calien; els blancs locals disgustaven força als indis; el pima es van resistir al trasllat; i Stout es va frustrar cada cop més.
A Arizona i Nou Mèxic els navajos van ser acollits en reserves i va créixer ràpidament en nombre. La política de pau va començar el 1870, quan els presbiterians es va fer càrrec de les reserves. Es van veure frustrats perquè no entenien als navajos. No obstant això, els navajos no només van renunciar a assaltar ramat sinó que aviat es van convertir amb èxit en criadors d'ovelles.
La política de pau no s'aplicà plenament a les tribus indígenes que havien donat suport a la Confederació. Aquests van perdre gran part de les seves terres quan els Estats Units va començar a confiscar les parts occidentals del Territori Indi i van començar a reubicar els indis allà en reserves petites.
La reacció a la massacre de la unitat del tinent coronel George Custer a la batalla de Little Big Horn el 1876 va ser de commoció i consternació pel fracàs de la política de pau. La mesura d'apropiacions índies d'agost de 1876 va marcar la fi de la política de pau de Grant. Als sioux se'ls va donar l'opció de vendre les seves terres a les Black Hills per diners en efectiu o no rebre regals del govern d'aliments i altres subministraments.

### Codi de Delictes Indis
El 1882 el secretari de l'Interior Henry M. Teller cridà l'atenció sobre el "gran obstacle" dels costums indis per al progrés de l'assimilació. Com a resultat el "Codi de Delictes Indis" de 1883 va exposar el procediment per a la supressió de "males pràctiques".
Un Tribunal de Delictes Indis, que consta de tres indígenes designats per l'agent indi, seria establit a cada agència índia. El Tribunal exerciria de jutge per castigar els infractors. Els comportaments fora de la llei incloïen la participació en balls tradicionals i festes, la poligàmia, l'entrega de regals en reciprocitat i pràctiques funeràries, i la intoxicació o la venda de licor. També foren prohibits els "homes medicina" que "utilitzin qualsevol de les arts de prestidigitador per evitar que els indis abandonin llurs seus ritus i costums pagans." Les penes previstes per les violacions oscil·laven entre 10 i 90 dies de presó i la pèrdua de les racions proveïdes pel govern fins a 30 dies.
Les Cinc Tribus Civilitzades estaven exempts del Codi, que es va mantenir en vigor fins a 1933.
En l'aplicació a les reserves pels jutges indis, el Tribunal de Delictes Indis es va convertir en la seva major part una institució per castigar delictes menors. L'informe de 1890 de la Secretaria de Governació enumera les activitats de la Cort a diverses reserves i aparentment cap indi va ser processat pels balls o "cerimònies paganes." És significatiu que 1890 va ser l'any de la Ghostdance, que va acabar amb la massacre de Wounded Knee.

### El paper de la Cort Suprema en l'assimilació

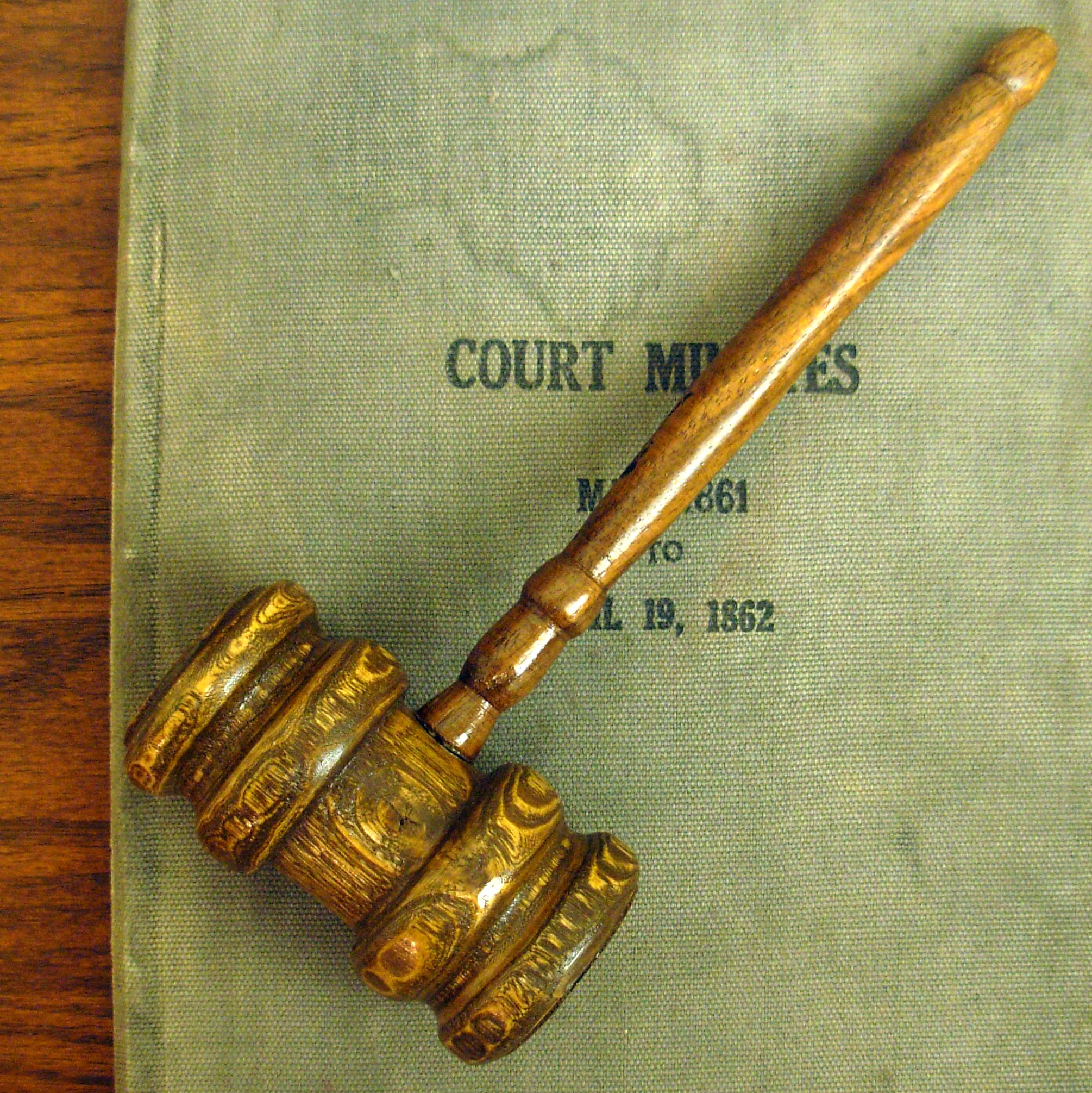
L'administració de justícia va tenir un paper molt important en l'assimilació

En 1857 rl president del Tribunal Suprem Roger B. Taney expressà que, atès que els nadius americans eren "persones lliures i independents", podrien convertir-se en ciutadans dels Estats Units. Taney va afirmar que els nadius americans podria ser naturalitzats i unir-se a la "comunitat política" dels Estats Units.
| « | [els natius americans], sense dubte, igual que els subjectes de qualsevol altre govern estranger, ser naturalitzats per l'autoritat del Congrés, i convertir-se en ciutadans d'un Estat, i dels Estats Units; i si un individu ha de sortir de la seva nació o tribu, i pren la seva estada en la població blanca, tindria dret a tots els drets i privilegis que pertanyerien a un emigrant de qualsevol altre poble estranger. | » |
| — Chief Justice Roger B. Taney, 1857, What was Taney thinking? American Indian Citizenship in the era of Dred Scott, Frederick e. Hoxie, April 2007. | |   |

Les idees polítiques durant l'època de la política d'assimilació són conegudes per molts indis com l'era progressista, però més comunament coneguda com l'era de l'assimilació (1890-1928). L'era progressista es va caracteritzar per una voluntat d'emfatitzar la importància de la dignitat i la independència en el món industrialitzat modern. Aquesta idea s'aplica als nadius americans en una cita del Comissionat d'Afers Indis John Oberly: " [el nadiu americà] ha d'estar imbuït de l'egoisme exultant de la civilització americana pel que dirà 'jo' en comptes de 'nosaltres', i 'això és meu' en comptes d''això és nostre'." Els progressistes també tenien fe en el coneixement dels experts. Aquesta era una idea perillosa quan una ciència emergent es referia a la classificació de races basant-se en les suposades capacitats morals i intel·ligència. En efecte, la idea d'una raça índia inferior va ser feta en els tribunals. Els pensadors de l'era progressista també volien mirar més enllà de les definicions legals de la igualtat per crear un concepte realista de l'equitat. Tal concepte va ser pensat per incloure uns ingressos raonables, condicions de treball dignes, així com salut i lleure per a tots els nord-americans. Aquestes idees es poden veure en les decisions de la Cort Suprema de Justícia durant l'era de l'assimilació.
A través de casos com els Lone Wolf v. Hitchcock, Talton v. Mayes, Winters vs. United States, United States v. Winans, United States v. Nice, i United States v. Sandoval la Cort va establir molts precedents i proporcionà blocs de construcció de gran part de la nova legislació relativa als nadius americans. Una de les decisions fonamentals que calia fer en la majoria d'aquests casos va ser la forma de classificar les nacions indígenes i els drets que tindrien. Lone Wolf v. Hitchcock és un excel·lent exemple de l'aplicació de la visió paternal dels nadius americans, ja que remet a la idea dels indis com a "protecció de la nació." Algunes altres qüestions que entraven en joc eren els drets de caça i pesca dels indígenes, especialment quan la terra més enllà de la seva va afectar les seves pròpies pràctiques, si els drets constitucionals s'apliquen o no necessàriament als indis, i si els governs tribals tenien la facultat d'establir les seves pròpies lleis. Com a nova legislació va tractar de forçar als indis americans a convertir-se en únicament nord-americans, la Cort Suprema va preveure sempre aquestes decisions crítiques. Els nadius americans foren etiquetats com a "nacions dependents domèstiques" per Marshall a Cherokee Nation v. Georgia, un dels primers casos emblemàtics que involucren als indis. Algunes decisions es van centrar més en la dependència de les tribus, mentre que unes conserven la sobirania tribal altres van aconseguir fer les dues coses.

## Decisions centrades en la dependència

### United States v. Kagama
El cas de la Cort Suprema dels Estats Units United States v. Kagama (1886) va establir les bases per a la cort per prendre decisions encara més poderoses basades en el poder plenari. Per resumir el poder plenari del Congrés, el tribunal va declarar:
"El poder de les administracions públiques sobre aquestes restes d'una raça una vegada poderosa, ara feble i disminuïda en nombre, és necessari per a la seva protecció, així com per la seguretat d'aquells entre els qui habiten. Hi ha d'haver en aquest govern, perquè mai ha existit en cap altre lloc; perquè el teatre del seu exercici es troba dins dels límits geogràfics dels Estats [118 U.S. 375, 385] Units; perquè mai s'ha negat, i perquè és l'únic que pot fer complir les seves lleis a totes les tribus."
La decisió a United States v. Kagama va portar la nova idea que la "protecció" dels nadius americans podria justificar la intrusió en els assumptes intertribals. Es va donar a la Cort Suprema i al Congrés autoritat il·limitada amb la qual forçar l'assimilació i aculturació dels nadius americans en la societat americana.

### United States v. Nice
United States v. Nice (1916) va ser el resultat de la idea de prohibir als indis americans la venda d'alcohol. El cas de la Cort Suprema dels Estats Units va anul·lar una decisió presa onze anys abans, Matter of Heff, 197 U.S. 48 (1905), que permetia als amerindis ciutadans dels Estats Units d'Amèrica beure alcohol. La reversió ràpida mostra com la legislació relativa als amerindis sovint es modificava amb el canvi de punts de vista governamentals i populars sobre les tribus índies americanes. El Congrés dels Estats Units va seguir prohibint la venda d'alcohol als indis americans. Mentre que molts governs tribals havien prohibit durant molt de temps la venda d'alcohol a les seves reserves, la decisió implicavs que les nacions indígenes d'Amèrica no podrirn ser totalment independentd, i necessitaven un tutor per a la seva protecció. La majoria dels nadius americans no toleraven l'alcohol i van començar a patir altes taxes d'alcoholisme.

### United States v. Sandoval
Com a United States v. Nice, el cas de la Cort Suprema dels Estats Units de United States v. Sandoval (1913) va sorgir dels intents de prohibir als indis americans la venda d'alcohol. Com es van concedir la ciutadania als amerindis hi va haver un esforç per conservar la capacitat de protegir-los com un grup que diferent dels ciutadans comuns. La Llei Sandoval va revocar la decisió U.S. v. Joseph de 1876, que afirmava que els pueblo no eren considerats indis federals. La decisió de 1913 va afirmar que els Pueblo tenien "no més enllà del rang de poder del Congrés sota la Constitució". Com a resultat d'aquest cas el Congrés continuà prohibint la venda d'alcohol als indis americans. La decisió continuava suggerint que els indis americans necessitaven protecció.

## Decisions centrades en la sobirania
Hi va haver diversos casos de la Cort Suprema dels Estats Units durant l'era de l'assimilació que es va centrar en la sobirania de les nacions indígenes d'Amèrica. Aquests casos van ser molt importants en l'establiment de precedents per a casos posteriors i per a la legislació relativa a la sobirania de les nacions indígenes d'Amèrica.

### Ex parte Crow Dog(1883)
Ex parte Crow Dog fou una apel·lació davant la Cort Suprema dels EUA per un indi que havia estat declarat culpable d'assassinat i condemnat a mort. L'acusat era un amerindi que havia estat declarat culpable de l'assassinat d'un altre amerindi. Crow Dog argumentà que el tribunal de districte no tenia jurisdicció per jutjar per un delicte comès entre dos amerindis dins d'una reserva índia. El tribunal va considerar que, tot i que la reserva es troba en el territori cobert per la jurisdicció de la cort de districte, Rev. Stat. § 2146 excloïa l'acusació del reu al tribunal de districte. La Secció 2146 va declarar que el Rev. Stat. § 2145, que feia que les lleis penals dels Estats Units fossin aplicables als territoris indígenes, no s'aplicava als delictes comesos per un indi contra un altre, o en delictes pels quals un indi ja era castigat per la llei de la seva tribu. La Cort va emetre els manaments d'habeas corpus i certiorari a l'indi.

### Talton v. Moyes(1896)
El cas de la Cort Suprema dels Estats Units de Talton v. Mayes va ser una decisió de respectar l'autoritat dels governs tribals. Aquest cas va decidir que les proteccions dels drets individuals, especialment la Cinquena Esmena, que limiten els governs federals, i més tard estatals, no s'apliquen al govern tribal. Va reafirmar decisions anteriors, com el cas de 1831 Cherokee Nation v. Georgia que donava als amerindis l'estatut de "nacions dependents domèstiques" la sobirania dels quals és independent del govern federal. Talton v. Mayes és també un cas relacionat amb la dependència de nadius americans, ja que va deliberar i defensar el concepte d'autoritat plenària del Congrés. Aquesta part de la decisió va donar lloc a algunes peces importants de la legislació relativa als nadius americans, la més important dels quals fou la Llei de Drets Civils dels Amerindis de 1968.

### Good Shot v. United States(1900)
Aquest cas de la Cort Suprema dels Estats Units es va produir quan un amerindi disparà i matà un no indi. Es va plantejar la qüestió de si el Tribunal Suprem dels Estats Units tenia jurisdicció sobre aquesta qüestió. En un esforç per argumentar en contra de la jurisdicció de la Cort Suprema sobre el procés, l'acusat va interposar un recurs d'un recurs de certiorari. Aquesta sol·licitud de revisió judicial, en acte d'error, fou denegada. El tribunal va sostenir que una condemna per homicidi, punible amb la mort, no era menys condemna per un crim capital en raó tot i tenir en compte el fet que el jurat va qualificar la pena. L'acusat amerindi va ser condemnat a cadena perpètua.

### Montoya v. United States(1901)
Aquest cas en la cort Suprema dels Estats Units es va produir quan la parella supervivent de l'empresa E Montoya & Sons va presentar una petició en contra dels Estats Units i dels indis apatxes mescalero pel valor del seu ramat que va ser adoptat al març de 1880. Es creia que el ramat va ser pres per la "banda de Victorio", que era un grup d'aquests amerindis. Es va argumentar que el grup d'amerindis que havien pres el ramat eren diferents de qualsevol altre grup tribal amerindi i, per tant, la tribu apatxe mescalero no havia de ser responsable del que havia passat. Després de l'audiència, la Cort Suprema va sostenir que el judici realitzat prèviament al Tribunal de Reclamacions no es podia canviar. Això volia dir que la tribu apatxe mescalero no es feia responsable de les actuacions de la banda de Victorio. Aquest resultat demostrà no només la sobirania de les tribus ameríndies dels Estats Units, sinó també la seva sobirania l'una de l'altra. Un grup d'amerindis no pot ser considerat responsable de les accions d'un altre grup d'amerindis tot i que tots ells són part de la nació ameríndia.

### US v. Winans(1905)
El cas de la Cort Suprema dels Estats Units de United States v. Winans va ser un altre cas de la Cort Suprema important sobre la sobirania de les nacions índies. En el cas, la Cort Suprema va dictaminar a favor de la tribu yakama reafirmant la seva prerrogativa a pescar i caçar en les terres fora de les reserves. A més, el cas va establir dos principis importants pel que fa a la interpretació dels tractats. En primer lloc, els tractats s'interpreten de la manera que indis els haguessin entès completament i "com demandin la justícia i la raó." En segon lloc, es va establir la doctrina de drets reservats que estableix que els tractats no són drets reconeguts als indígenes, sinó més aviat "una reserva dels drets que els indis ja posseïen i que no són garantits per ells." Aquests drets "reservats" signifiquen que mai havien estat transferits als Estats Units o qualsevol altra sobirania, inclouen els drets de propietat, inclosos els drets a pescar, caçar i recol·lectar, i els drets polítics. Els drets polítics reservats a les nacions índies inclouen el poder de regular les relacions domèstiques, impostos, administrar justícia o exercir la jurisdicció civil i criminal.

### Winters v. United States(1908)
El cas del Tribunal Suprem dels Estats Units Winters v. United States va ser un cas que tracta principalment dels drets d'aigua de les reserves índies americanes. Aquest cas clarificà que les fonts d'aigua de les tribus ameríndies tenien drets "implícits" d'ús. Aquest cas es referia a la reserva índia de Fort Belknap i el seu dret a utilitzar les fonts d'aigua del riu Milk a Montana. La reserva havia estat creada sense indicar clarament els drets d'aigua explícites que tenia la reserva de Fort Belknap. Això es va convertir en un problema una vegada que els colons no indígenes van començar a moure's a la zona i amb el riu Milk com a font d'aigua per als seus assentaments. Com Montana està cap a l'oest, on les fonts d'aigua són molt escasses i limitades, es va presentar aquest aquest argument que qui tenia els drets legals d'ús de l'aigua. Després que el cas va ser jutjat, la Cort Suprema va arribar a la decisió que la reserva de Fort Belknap havia reservat els drets d'aigua a través de l'acord de 1888 que ja havia creat la Reserva Indía. Aquest cas en la cort Suprema dels Estats Units va ser molt important en l'establiment d'un precedent per a casos posteriors de l'era de l'assimilació. Va ser utilitzat com un precedent per als casos Arizona v. California, Tulee v. Washington, Washington v. McCoy, Nevada v. United States, Cappaert v. United States, Colorado River Water Conservation Dist. v. United States, United States v. New Mexico, i Arizona v. San Carlos Apache Tribe of Arizona tots centrats en la sobirania de les tribus ameríndies.

### Choate v. Trapp(1912)
A mesura que més nadius americans van rebre assignacions mitjançant la Llei de Dawes, hi va haver una gran pressió pública i estatal per als assignataris d'impostos. No obstant això, en el cas de la cort Suprema dels Estats Units Choate v. Trapp, 224 U.S. 665 (1912), el tribunal va dictaminar a favor dels adjudicataris amerindis per estar exempts de tributació estatal.

### Clairmont v. United States(1912)
Aquest cas de la Cort Suprema dels Estats Units resultà quan l'acusat va apel·lar la decisió sobre el seu cas. L'acusat va presentar un recurs d'error per obtenir la revisió de la seva condemna després d'haver estat declarat culpable d'introduir il·legalment begudes embriagadores en una reserva ameríndia. Aquest acte es va considerar una violació de la Llei del Congrés de 30 de gener de 1897, ch. 109, 29 Stat. 506. L'apel·lació del demandat va indicar que el tribunal de districte que va resoldre no era competent perquè el delicte pel qual va ser condemnat no es va produir al territori indi. L'acusat havia estat detingut mentre viatjava en un tren que acabava de creuar territori indi. L'argument del demandat va prosperar i el Tribunal Suprem va revocar la condemna de l'acusat reenviant la causa al tribunal de districte amb instruccions per anul·lar l'acusació i treure el càrrec al demandat.

### United States v. Quiver(1916)
Aquest cas va ser remès a la Cort Suprema dels Estats Units després de la seva primera aparició en un tribunal de districte a Dakota del Sud. El cas tracta l'adulteri comès en una reserva índia sioux. El tribunal de districte va sostenir que l'adulteri comès per un indi amb un altre indi en una reserva indígena no era punible sota la llei de 3 de març de 1887, c. 397, 24 Stat. 635, ara § 316 del Codi Penal. Aquesta decisió es va prendre pel fet que el delicte va ocórrer en una reserva índia sioux que no es troba sota la jurisdicció de la cort de districte. La Cort Suprema dels Estats Units va confirmar la sentència del tribunal de districte dient que l'adulteri no era punible, ja que s'havia produït entre dos indis americans en una reserva índia americana.

## Repressió de la religió
Amb funcionaris creients en la virtut del cristianisme, el govern dels Estats Units treballà per convertir els amerindis al cristianisme i suprimir la pràctica de les religions nadiues, ja que els líders espirituals havien estat associats amb els principals aixecaments. L'objectiu del Govern dels Estats Units era aconseguir assimilar els amerindis a la seva cultura. Alguns van anomenar a això "fer pomes", ja que els indis segueixen semblant 'roigs' a l'exterior, però es tornarien 'blancs' a l'interior.
Això va canviar amb l'aprovació de la Llei de Llibertat Religiosa Ameríndia (AIRFA) de 1978, encara que el govern havia deixat de processar els líders espirituals indígenes americans.
Diferents tradicions continuen causant problemes. Per exemple, el govern va incloure el peiot entre les drogues dures que eren il·legals al mercat lliure per les seves propietats al·lucinògenes i pels problemes generals amb l'abús de drogues. Però els indis peiot havien utilitzat tradicionalment el cactus peiot com a element central dels seus rituals i pràctiques religioses, on l'ús es va dur a terme dins d'estructures ordenades. No va ser sinó fins a l'aprovació de la Llei de Lliure Exercici de la Religió Ameríndia de 1993 que els indis peiot podien utilitzar legalment de nou el peiot en les seves celebracions religioses.

## Educació ameríndia i escoles internats

### Internats fora de la reserva
En 1634 el pare Andrew White de la Companyia de Jesús va establir una missió en el que avui és l'estat de Maryland, i el propòsit de la missió, va declarar a través d'un intèrpret al cap d'una tribu d'indis d'allà, era "estendre la civilització i la instrucció a la seva raça ignorant, i mostrar-los el camí al cel." Els registres anuals de la missió indiquen que pel 1640 la comunitat havia estat fundada amb el nom de Santa Maria, i els indis hi enviaren als seus fills "per ser educats entre els anglesos." Entre ells la filla del cap indi Pascatoe Tayac, el que exemplifica una escola mixta primerenca. Els mateixos registres informen que en 1677 "una escola d'humanitats va ser inaugurada per la nostra Societat al centre de [Maryland], dirigida per dos dels Pares; i els joves nadius, aplicats assíduament a l'estudi, van fer un bon progrés. Maryland i l'escola recentment creada va enviar dos nois a St Omer que superaven en habilitats a pocs europeus a l'hora de competir per l'honor de ser el primer de la classe. Així que res d'or, ni plata, ni els altres productes de la terra per si sols, però els homes també els recullen per portar aquestes regions, que els estrangers han titllat injustament de ferotges, a un estat superior de la virtut i el cultiu."
En 1727 les ursulines fundaren l'Acadèmia Ursulina de Nova Orleans, que és actualment l'escola catòlica més antiga per a nens i nenes als Estats Units. Des del moment de la seva fundació va oferir les primeres classes per a les nenes indígenes americans, i més tard oferiren classes les esclaves afroamericanes i dones afroamericanes lliures.

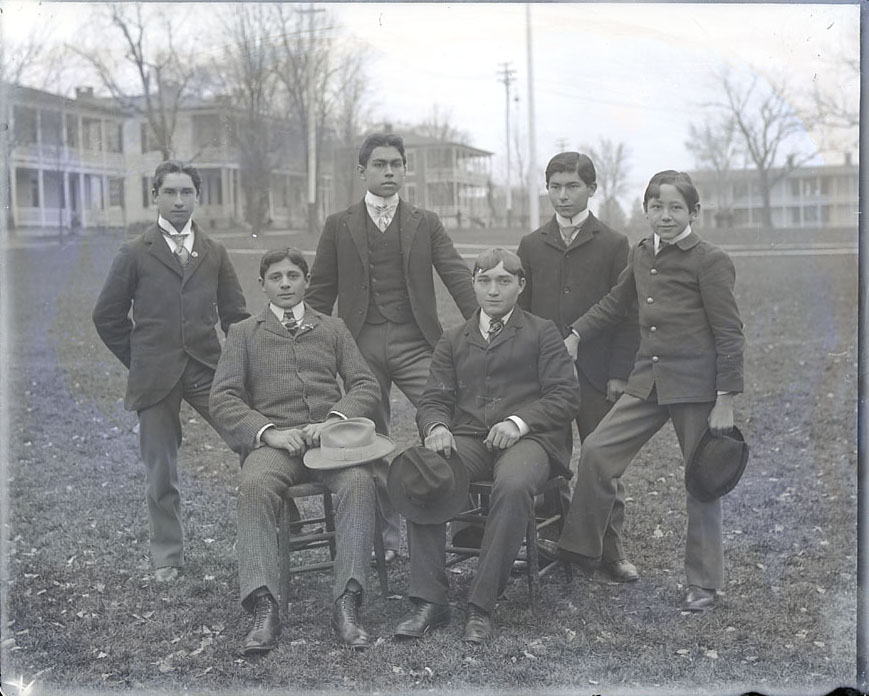
Estudiants de l'Escola Carlisle 1879.

El primer internat per amerindis fou la Carlisle Indian Industrial School fundada per Richard Henry Pratt en 1879. Pratt es va sentir encoratjat pel progrés dels nadius americans a qui havia supervisat com a presoners a Florida, on havien rebut educació bàsica. Quan foren alliberats alguns van ser patrocinats per grups d'esglésies nord-americanes per assistir a institucions com l'Institut Hampton. Creia que l'educació era el mitjà per portar els indis americans a la societat.
Pratt professava l'"assimilació a través de la immersió total." Com que havia vist homes educats a escoles com l'Institut Hampton que esdevenien educats i assimilats, creia que aquests principis podrien estendre als nens indis i que la immersió en la cultura més gran els ajudaria a adaptar-se. A més de la lectura, escriptura i aritmètica, el currículum de Carlisle es va inspirar en les moltes escoles industrials: formació professional pels nens i ciències domèstiques per les nenes, a l'espera de les seves oportunitats a les reserves, incloent-hi les tasques escolars i producció de béns per comerciar. A l'estiu els estudiants eren assignats a les granges locals i a gent del poble per continuar la seva immersió. També van proporcionar mà d'obra a baix cost en un moment en què molts nens guanyaven un salari per a les seves famílies 
Carlisle i el seu pla d'estudis es van convertir en el model per a les escoles patrocinades per la Bureau of Indian Affairs. El 1902 hi havia vint escoles fora de la reserva que rebien fons federals a quinze estats i territoris amb un total de 6.000 alumnes matriculats. Encara que la legislació federal va fer obligatòria l'educació per als nadius americans, traslladar els estudiants de les reserves requeria autorització dels pares. Els funcionaris obligaren als pares a alliberar una quota d'alumnes de qualsevol reserva.

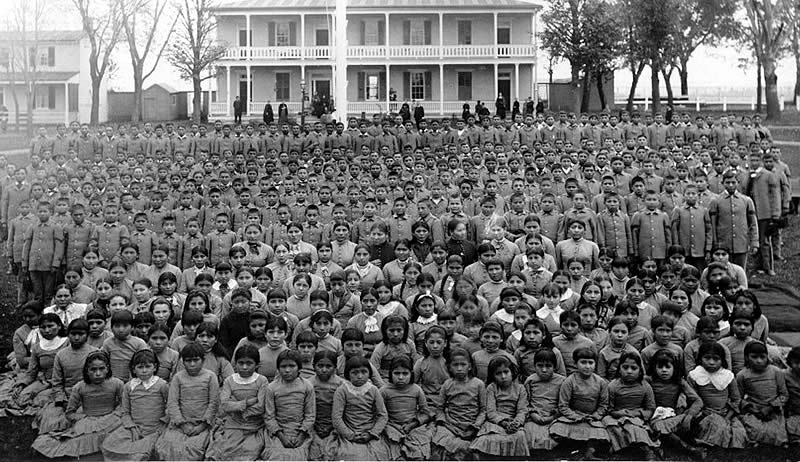
Alumnes de la Carlisle Indian Industrial School, Pennsylvania (c. 1900)

Una vegada arribaven els nous estudiants a les escoles d'internat, les seves vides es veien alterades dràsticament. En general se'ls va donar nous talls de pèl, uniformes de roba d'estil europeu-americà, i fins i tot nous noms en anglès, de vegades sobre la base dels seus propis, altres vegades assignats a l'atzar. Ja no podien parlar el seu propi idioma, fins i tot un amb l'altre. S'esperava que assistissin a les esglésies cristianes. Les seves vides estaven en mans de les estrictes ordres dels seus mestres i sovint incloïen tasques esgotadores i càstigs durs.
A més, les malalties infeccioses estaven molt esteses en la societat, i sovint es va estendre a través de les escoles. Això es va deure a la falta d'informació sobre les causes i la prevenció, sanejament inadequat, falta de fons per als menjars, les condicions d'amuntegament, i estudiants amb resistències baixes.

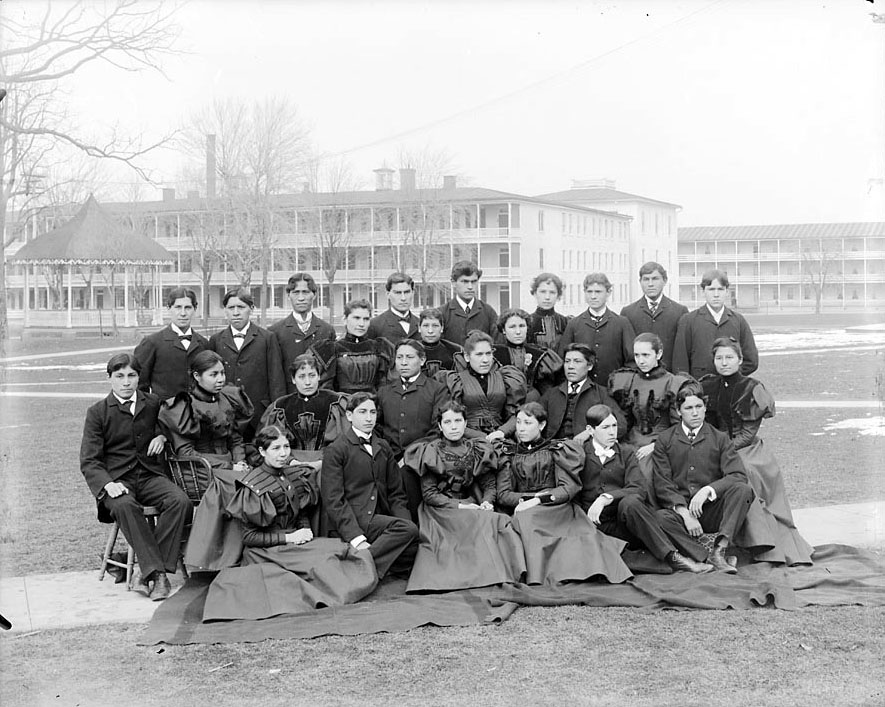
Grup amerindi d'estudiants masculins i femenins de la Carlisle Indian Industrial School; els dormitoris de maó al fons, 1879.

Un internat indi es refereix a una de les moltes escoles que es van establir als Estats Units durant el segle xix per educar als joves amerindis dels Estats Units d'acord amb els estàndards americans. En algunes zones aquestes escoles foren regentades principalment pels missioners. Especialment tenint en compte la curta edat d'alguns dels nens enviats a les escoles, s'han documentat experiències traumàtiques per a molts dels nens que hi van assistir. Generalment se'ls va prohibir parlar la seva llengua materna, els ensenyaren cristianisme en lloc de les seves religions natives, i en moltes altres formes es veuen obligats a abandonar la seva identitat índia i adoptar la cultura americana. També s'han documentat molts casos d'abús mental i sexual a Dakota del Nord.
Cap al 1923 al Nord-oest la majoria d'escoles índies havien tancat i els estudiants indígenes assistien a escoles públiques. Els estats van assumir l'augment de la responsabilitat de la seva educació. Altres estudis suggereixen que l'assistència en alguns col·legis internats indis va créixer en zones dels Estats Units durant la primera meitat del segle xx, es va duplicar de 1900 a la dècada de 1960. La inscripció va assolir el seu punt més alt en la dècada de 1970. El 1973 es va estimar que 60.000 nens amerindis s'havien inscrit en una escola internat índia. En 1976 es va presentar el cas Tobeluk vs Lund pels demandants adolescents natius d'Alaska contra l'Estat d'Alaska al·legant que la situació a l'escola pública seguia sent de desigualtat.

### L'informe Meriam de 1928
L'informe Meriam, oficialment titulat "The Problem of Indian Administration", fou preparat pel Departament d'Interior. Les avaluacions realitzades van revelar que les escoles tenien poc personal i pocs diners, eren massa institucionalitzades, i treballaven amb massa rigidesa. El que havia començat com un programa idealista sobre l'educació s'havia subvertit.
Es recomanava:
- Abolir el "Curs Uniforme d'Estudi", que ensenya només els valors culturals nord-americans majoritaris;
- Que els nois més joves assistissin a escoles de la comunitat prop de casa, tot i que els nens més grans havien de poder assistir a escoles fora de la reserva; i
- Assegurar que el Servei Indi proporcionés als amerindis les habilitats i l'educació per adaptar-se tant a les seves pròpies comunitats tradicionals (que tendien a ser més rurals) com la societat nord-americana més gran.

### Canvi a escoles comunitàries
Diversos esdeveniments de finals de 1960 i a mitjan 1970 (Informe Kennedy, Estudi Nacional d'Educació Indígena dels EUA, Autodeterminació Indígena i la Llei d'Assistència a l'Educació de 1975) van conduir a un renovat èmfasi en les escoles de la comunitat. Molts grans internats indígenes van tancar en la dècada de 1980 i principis de 1990. El 2007, 9.500 nens indis americans vivien encara a internats indis. Des de 1879, quan es va fundar la Carlisle Indian School, fins al dia d'avui, s'estima que més de 100,000 indis americans han assistit a internats amerindis.
Un sistema similar al Canadà era conegut com el sistema d'escoles residencials del Canadà.

## Darrers efectes de la política d'americanització
Mentre que l'esforç concertat per assimilar els nadius americans en la cultura americana va ser abandonat oficialment, la integració de les tribus i dels individus nadius americans continua en l'actualitat. Sovint els nadius americans són percebuts com a gent que ha estat assimilada.
A la meitat del segle xx, com que els esforços per a l'assimilació encara estaven en curs, alguns estudis tractaven els indis americans simplement com una altra minoria ètnica en lloc de ciutadans d'entitats semi-sobiranes que tenen drets per tractat. La següent cita de l'edició de maig de 1957 dels Annals of the American Academy of Political and Social Science, mostra això:
"El lloc dels indis en la societat nord-americana pot ser vist com un aspecte de la qüestió de la integració dels grups minoritaris en el sistema social."
Des de les dècades de 1960 i 1970, però, s'han produït grans canvis en la societat. S'inclou una apreciació més àmplia de la naturalesa pluralista de la societat dels Estats Units i els seus nombrosos grups ètnics, així com per la situació especial dels pobles indígenes. Una legislació més recent que protegeix les pràctiques religioses ameríndies apunta a grans canvis en la política governamental. De la mateixa manera la Llei de Protecció de Tombes Ameríndies i Repatriació de 1990 va ser un altre reconeixement de la naturalesa especial de la cultura nativa americana i la responsabilitat federal per protegir-la.
Des de 2013 "Montana és l'únic estat als Estats Units amb el mandat constitucional d'ensenyar la història dels nadius americans, la cultura i el patrimoni a preescolar a través dels estudiants d'educació superior a mercè l'Indian Education for All Act." The "Indian Education for All" curriculum, created by the Montana Office of Public Instruction, is distributed online for primary and secondary schools."